# Gaylussacia rigida
Gaylussacia rigida là một loài thực vật có hoa trong họ Thạch nam. Loài này được Casar. mô tả khoa học đầu tiên năm 1842.